# Детский монитор

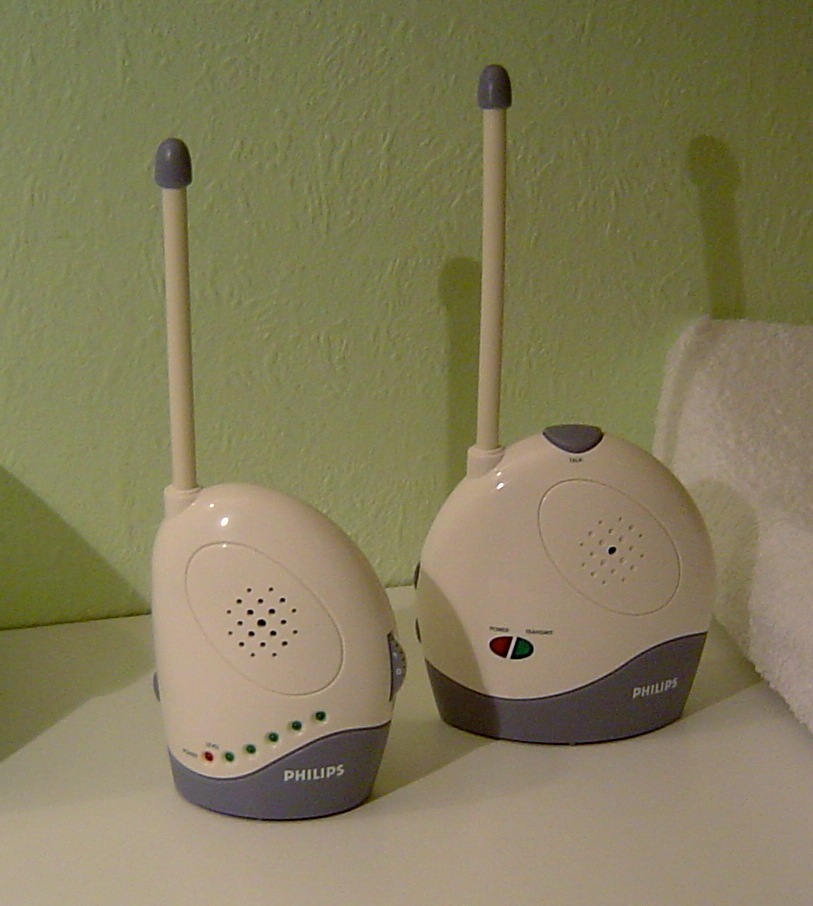
Детский аудиомонитор (радионяня)

Цифровой детский видеомонитор

У термина Радионяня есть другие значения — см. Радионяня.
Де́тский монито́р (англ. baby monitor) — радиосистема для удалённого прослушивания звуков, издаваемых младенцем. Аудиомонитор (их часто называют «радионяня») представляет собой передающее устройство, оснащённое микрофоном, которое помещается рядом с младенцем. Оно передаёт звуки по радиоволнам на приёмное устройство с громкоговорителем, которое носит с собой или помещает с собой человек, присматривающий за ребёнком. Некоторые детские мониторы обеспечивают двустороннюю связь, что позволяет присматривающему говорить с ребёнком. Некоторые модели позволяют проигрывать музыку для младенца. Монитор, оснащённый видеокамерой, часто называют «видеоняня». 
Одно из основных назначений детских мониторов состоит в том, что он позволяет присматривающему услышать, когда ребёнок просыпается, находясь за пределами зоны слышимости. Несмотря на частое применение, свидетельства того, что эти мониторы предотвращают синдром внезапной детской смерти, отсутствуют, и многие врачи считают, что мониторы лишь дают ложное чувство безопасности.
Первым детским монитором был «Radio Nurse», созданный в 1937 году.

## Детские видеомониторы (видеоняни)
Некоторые детские мониторы имеют видеокамеру для показа изображений на приёмном устройстве, подключённом к телевизору или оснащённом жидкокристаллическим экраном. Часто камера может поворачивается по горизонтали и вертикали с помощью сервопривода, внешне устройство напоминает IP-камеру видеонаблюдения, оснащается аккумулятором для автономного питания в случае отключения электроэнергии.
Большинство видеонянь благодаря функции «ночного видения» способны работать и ночью, при низком уровне освещённости. Освещение инфракрасными светодиодами, расположенными на передней стороне камеры вокруг объектива, позволяет видеть младенца и обстановку в тёмной комнате. Как правило, видеомониторы с функцией ночного зрения автоматически переключаются в этот режим при наступлении темноты - они оснащены фоторезистором.

## Мониторы с датчиками движения
Такие мониторы оснащены сенсорной площадкой, помещаемой под матрас детской кроватки для обнаружения движений. Если движения прекращаются более, чем на 20 секунд, раздаётся звуковой сигнал.

## Проводные и беспроводные
В основном детские мониторы используют беспроводную связь, но есть и модели, передающие сигнал по проводам или через бытовые линии электропередачи, например по стандарту X10.
Беспроводные системы используют радиочастоты, выделенные правительствами для использования, не требующего лицензии. Например, в Северной Америке доступны частоты в диапазонах 49 МГц, 902 МГц или 2,4 ГГц. Хотя эти частоты не предназначены для мощных телевизионных или радиопередатчиков, возможны помехи от других беспроводных устройств, таких как радиотелефоны, радиоуправляемые игрушки, беспроводные компьютерные сети, радары, интеллектуальные счётчики и  микроволновые печи.

## Смартфоны в качестве детских мониторов
Приложения для смартфонов, такие как "Baby Monitor 3G" или "Baby Monitor & Alarm" позволяют пользователю использовать в качестве детского монитора оснащённое камерой устройство, такое как другой смартфон или планшетный компьютер. Альтернативой являются аппаратные мониторы, такие как Withings или BabyPing, которые обеспечивают передачу по Wi-Fi изображения с их камеры на специализированное приложение на смартфоне или планшете. Такие устройства, как правило, имеют больше возможностей и более надёжны.

## Другие возможности
Портативные, работающие на батарейках приёмники можно переносить по дому. Передатчик остаётся рядом с детской кроваткой и обычно подключается к домашней электросети. В комплект некоторых детских мониторов входит два приёмника.
Звуковой сигнал на приёмниках детских мониторов может дублироваться визуальным сигналом, что позволяет использовать их в тех местах, где звуковые сигналы нежелательны. Некоторые приёмники имеют режим вибрационного сигнала, что особенно удобно для людей с недостатками слуха.
Системы с несколькими передатчиками можно использовать для слежения сразу за несколькими комнатами в доме одновременно.
Новые модели детских мониторов часто оснащаются датчиками температуры.
Запись фотоснимков на карты памяти microSD также является новой функцией, появившейся в некоторых детских мониторах.

## Стандарты
Новый добровольный международный стандарт ASTM International F2951 был разработан, чтобы предотвратить возможность удушья из-за запутывания младенцев в проводах детских мониторов. Этот стандарт для детских мониторов включает требования к цифровым аудио-, видеомониторам и мониторам с датчиками движения.